# Lood-looddatering
Lood-looddatering is een methode van radiometrische datering die gebruik maakt van het verval van uranium naar lood. Het is onderdeel van het uranium-thorium-loodsysteem en wordt vaak samen met uranium-looddatering toegepast zodat de uitkomsten met elkaar vergeleken kunnen worden. Als de ouderdom van beide methodes overeen komt neemt men aan dat deze zeer betrouwbaar is. De lood-loodmethode maakt gebruik van het feit dat twee afzonderlijke isotopen van uranium onafhankelijk van elkaar naar twee verschillende isotopen van lood vervallen. Normaal gesproken is een voorwaarde voor radiometrische datering dat geen isotopen uit het monster zijn ontsnapt (het monster moet een gesloten systeem zijn gebleven sinds de vorming). Lood-looddatering heeft als voordeel dat dit niet langer noodzakelijk is. Omdat de isotopen scheikundig identiek zijn, neemt men aan dat de ze bij verstoring in gelijke mate verdwenen zijn.

## Principe
Uranium-238 is de stabielste isotoop van uranium. Het vervalt zeer langzaam, met een halveringstijd van 4,468 miljard jaar. Het uiteindelijke product van het vervalproces is de isotoop lood-206. Het proces kent veel tussenstappen, maar alle tussenproducten zijn (veel) instabieler zodat ze vrijwel niet aanwezig blijven. Uranium-235 vervalt sneller, met een halfwaardetijd van 703,8 miljoen jaar. Ook in dit geval verloopt het verval via een lange vervalreeks, met als eindproduct de isotoop lood-207.
Omdat zowel uranium als lood redelijk mobiele elementen zijn (met name op een geologische tijdschaal) komt het veel voor dat ze tijdens fases van verhitting, mechanische spanning of scheikundige processen uit kristallen ontsnappen. Dit maakt de "normale" methodes van datering, zoals het gebruik van isochronen, ongeschikt voor het uranium-loodsysteem. Bij lood-looddatering worden daarom alleen de isotopen van lood gemeten. Verondersteld dat deze in gelijke mate ontsnapten, geven metingen in hetzelfde systeem (gesteente) niet meer de oorspronkelijke hoeveelheden, maar wel de juiste verhouding.

## Correcties voor "gewoon" lood
Vaak zijn loodisotopen in een monster niet alleen ontstaan uit radioactief verval van uranium, maar al bij de vorming aanwezig. Lood kan nauwelijks opgenomen worden in het kristalrooster van bepaalde mineralen, zoals zirkoon. In die mineralen kan de hoeveelheid loodisotopen bij de vorming (zogenaamd "gewoon" lood) verwaarloosd worden, met name ten opzichte van de hoeveelheid uranium. Dit is echter niet bij alle mineralen het geval. Desondanks is datering ook bij de aanwezigheid van "gewoon" lood mogelijk. Men meet daarvoor de stabiele, niet-radiogene loodisotoop lood-204 en berekent de hoeveelheden "gewoon" lood-206 en lood-207 uit de natuurlijke verhouding tussen de isotopen. Het verschil tussen het "gewone" lood en de gemeten hoeveelheid is gelijk aan de hoeveelheid radiogeen lood.
Een alternatieve methode is het opstellen van een isochroon in een semi-totaal loodisochroondiagram. Het diagram is een grafiek waarin de 238U/206Pb-verhouding uitgezet is tegen de 207Pb/206Pb-verhouding. Monsters waarvan de gemeten ouderdom met de uranium-lood- en lood-loodmethodes gelijk was, liggen in de diagram op een curve met een negatief-exponentieel verloop. Omdat de twee methodes een gelijke ouderdom gaven zijn deze monsters "concordant". Monsters waarin "gewoon" lood de verhouding verstoort liggen niet op deze curve, maar als ze gelijke ouderdom hebben liggen ze op een rechte lijn - een isochroon. De meest waarschijnlijke lijn die de metingen verbindt kan door middel van regressieanalyse gevonden worden. Men berekent dan het snijpunt met de curve, dat de echte ouderdom van het monster geeft.

## Loodisotopen en de geochroon
De ouderdom van het Zonnestelsel en die van de Aarde werden voor het eerst berekend met de lood-loodmethode door Clair Patterson in 1955. Patterson nam aan dat het primordiale lood dat bij de afkoeling van de Zonnenevel condenseerde een homogene samenstelling had. Primordiaal lood is op Aarde echter niet te vinden wegens het dynamische karakter van de planeet: in vulkanisme en magma wordt lood voortdurend omgesmolten en gefractioneerd. Het lukte Patterson de primordiale verhouding tussen de isotopen te berekenen aan de hand van de samenstelling van troilietkristallen in de Canyon Diablometeoriet. Deze troiliet is speciaal vanwege de verwaarloosbaar kleine hoeveelheid uranium. Patterson redeneerde dat wegens de afwezigheid van uranium alle lood in de troiliet primordiaal van aard was. De verhouding tussen de loodisotopen erin moet dus sinds de vorming van het Zonnestelsel gelijk zijn gebleven.
In een semi-totaal loodisochroondiagram valt de samenstelling van de Canyon Diablo-troiliet dichter bij de oorsprong dan Aardse mineralen. Patterson construeerde een isochroon die de Canyon Diablo-troiliet verbindt met metingen van andere meteorieten (waarin wel enig uranium aanwezig was). Hij liet vervolgens zien dat diepzeesediment, de best bekende benadering voor de loodisotopensamenstelling van de gehele Aarde, op dezelfde lijn valt. Hieruit blijkt dat de meteoriet dezelfde ouderdom als de Aarde heeft. Deze ouderdom laat zien wanneer het Zonnestelsel vormde: volgens Patterson 4,55 ± 0,07 miljard jaar geleden.
Omdat de samenstelling van de hele Aarde erop valt wordt deze speciale isochroon de geochroon genoemd.